# Asta di manovra
L'asta di manovra, nella tecnologia e nell'organizzazione della circolazione ferroviaria, è un binario tronco, terminante con paraurti, utilizzato per svolgere operazioni di manovra dei veicoli.

## Funzione
Spesso viene predisposta per consentire l'instradamento tra un binario della via di corsa e un fascio a essa connesso, o il passaggio tra due fasci di binari differenti.
Un'asta di manovra viene realizzata alla convergenza di un fascio di binari; la sua lunghezza deve essere almeno pari a quella del più lungo dei binari del fascio, maggiorata della lunghezza del locomotore usato generalmente per le manovre. 
In un impianto di smistamento o in uno di formazione treni, l'asta di manovra permette l'estrazione di veicoli, siano essi isolati o in gruppi, portandoli da un binario del fascio ad un altro. 
In una stazione ferroviaria invece, lo scopo di un'asta di manovra è quello di non occupare i binari di circolazione nelle operazioni di manovra dei convogli (ricovero, piazzamento, spostamento della locomotiva, rimozione di carrozze).